# Madeley (Staffordshire)
Pour les articles homonymes, voir Madeley.
Madeley est un village du Staffordshire en Angleterre.

## Personnalités liées à la commune
- James Tuchet (5e baron Audley) (v. 1398-1459) : pair d'Angleterre
- William Bridges Adams (1797-1872) : ingénieur
- Gordon Banks (1937-2019) : footballeur
- Lemmy Kilmister (1945-2015) : musicien
- Gordon Banks (1992-) : footballeur